# Vidalia tuberculata
Vidalia tuberculata es una especie de insecto del género Vidalia de la familia Tephritidae del orden Diptera.

## Historia
Hardy la describió científicamente por primera vez en el año 1970.